# 简阳南站
简阳南站，位于中华人民共和国四川省简阳市简城街道高屋村，是成渝客运专线上的高铁站，于2015年12月26日启用营运，成都铁路局管辖。

## 車站設計
因简阳市以羊肉汤著名，站体外观设计像半张慈眉善目的「羊脸」，也像一个变体的「羊」字。

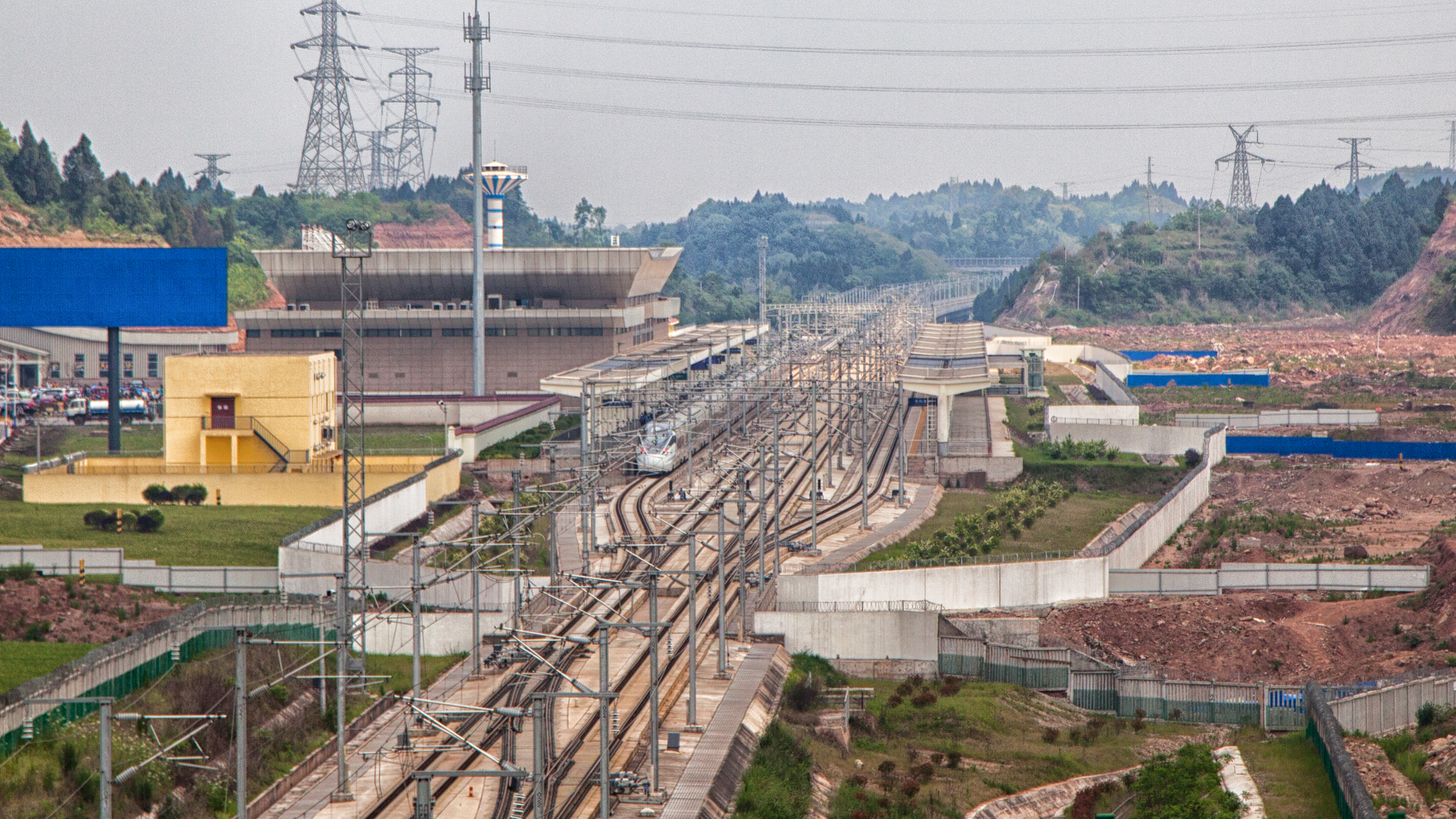
简阳南站为2台4线结构

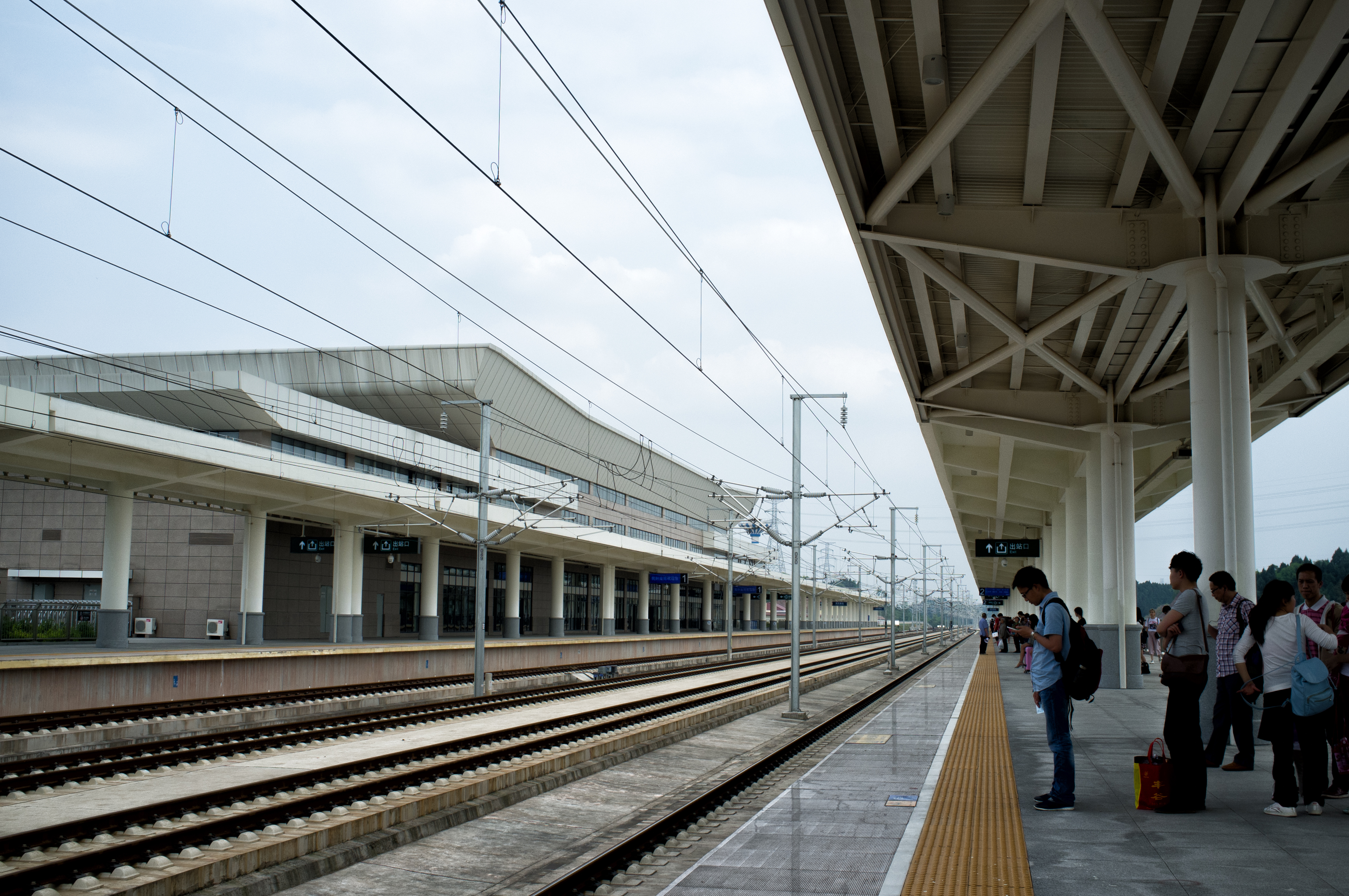
简阳南站设有两座站台

## 車站周邊
- 简城镇高屋村村民委员会
- 成渝高速公路
- 简阳晨阳酒店

## 歷史
- 2015年12月26日通车启用。[6]

## 外部連結
- 中国铁路客户服务中心 （页面存档备份，存于）